# Rio Sitiá
O rio Sitiá é um rio brasileiro que banha o estado do Ceará.
Faz parte da bacia hidrográfica do Rio Banabuiú e, consequentemente, da bacia do Rio Jaguaribe. Banha apenas dois municípios: Quixadá, onde está sua nascente no distrito de Custódio, e Banabuiú onde está sua foz.
Era originalmente conhecido pelos indígenas como Queiru. Foi seguindo seu leito que os primeiros colonizadores atingiram uma parte dos Sertão Central cearense durante o século XVIII. Estes colonizadores fundaram aglomerados que deram origem ao distrito de Sitiá em Banabuiú, à cidade de Quixadá e ao distrito de Custódio, pertencente à Quixadá.

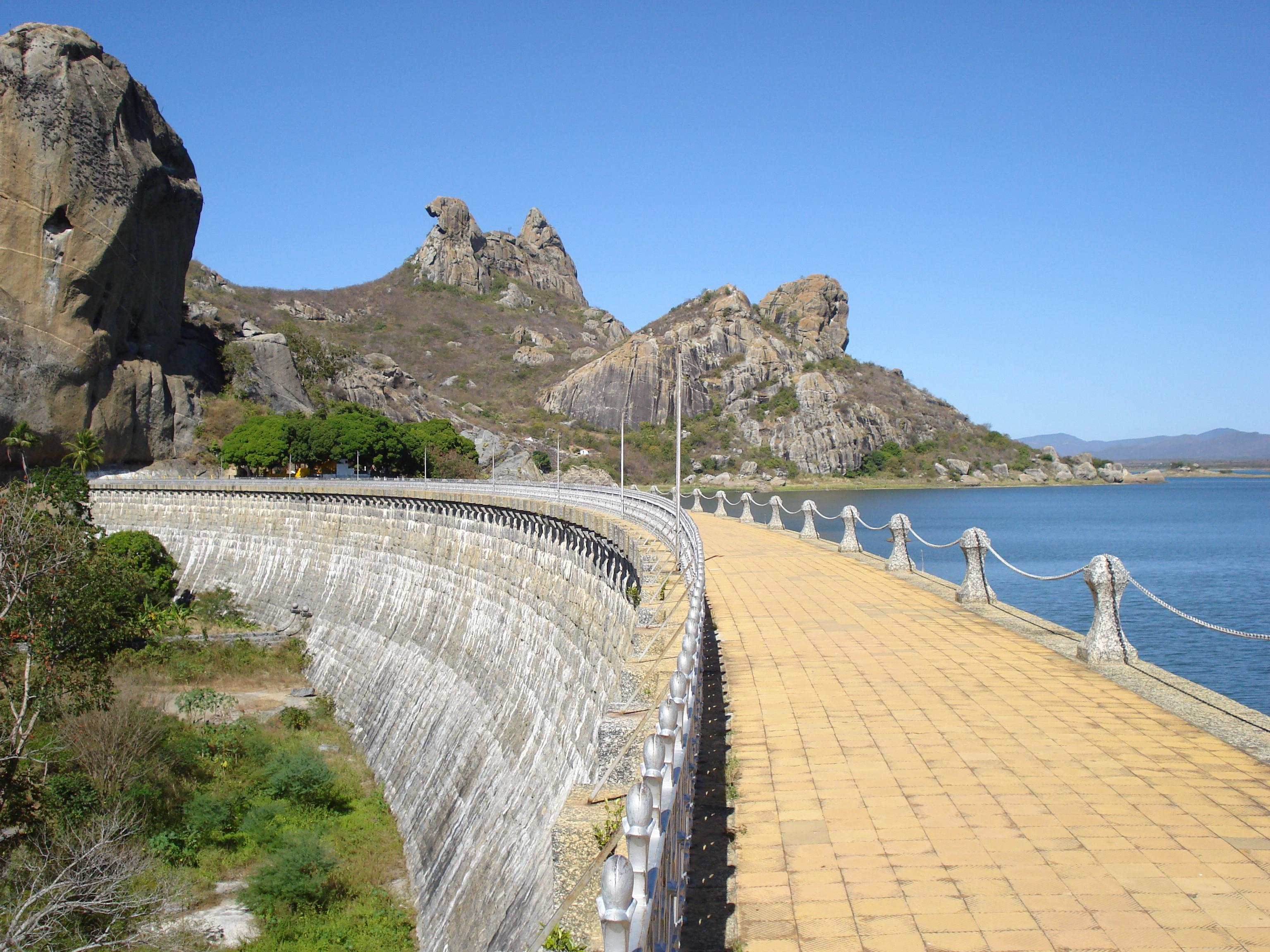
O Açude Cedro barra as águas do sitiá 20 km após sua nascente.

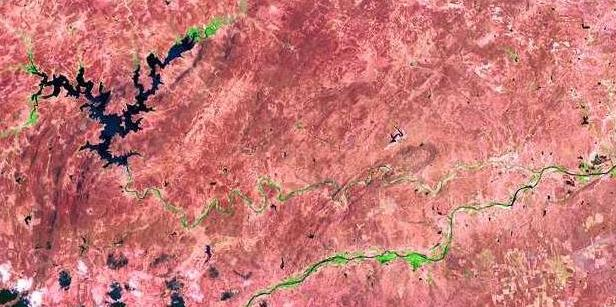
Foto de um trecho do rio Sitiá (centro) durante a estação seca. Na mesma foto é possível visualizar o açude Pedras Brancas (acima à esquerda) e a foz do Sitiá no Rio Banabuiú (centro à direita).

## Condições pluviométricas
Está totalmente inserido em uma região semi-árida, ou seja, é um rio temporário com débito sujeito às variações pluviométricas típicas da região, que é marcada por um período chuvoso que vai de fevereiro a maio e um período seco que vai de junho a janeiro.

## Geografia
Não possui nenhum trecho navegável. Possui dois grandes açudes em seu curso: o Açude Cedro, 20 km após a nascente, e o Açude Pedras Brancas, divido entre os territórios dos municípios Banabuiú e Quixadá, que têm praticamente todo o seu abastecimento hídrico originado destes açudes. Além destes dois municípios, sua bacia hidrográfica abrange também uma pequena parte de Ibaretama e de Quixeramobim